# Lega Basket Serie A (vrouwen)
Lega Basket Serie A is het hoogste niveau clubcompetitie in het Italiaans professionele damesbasketbal, waar gespeeld wordt om het nationale kampioenschap van Italië. Het wordt georganiseerd door Lega Basket. Het seizoen bestaat uit een thuis-en-uit schema van 30 wedstrijden, gevolgd door een playoffronde met acht teams. De kwartfinales en halve finales verlopen volgens het best-of-five-principe en de finale is een best-of-seven. De twee laatste clubs degraderen naar de Lega Basket Serie B. De twee beste teams uit de Serie B promoveren naar de Serie A.

## Winnaars Lega Basket Serie A
| Jaar | Winnaar                                                                     | Runner-up                                                                   | Uitslag                                                                     |                                                                             |
| ---- | --------------------------------------------------------------------------- | --------------------------------------------------------------------------- | --------------------------------------------------------------------------- | --------------------------------------------------------------------------- |
| 1924 | Club Atletico Torino                                                        | Unione Sportiva Milanese                                                    |                                                                             |                                                                             |
| 1925 | Pro Patria Busto Arsizio                                                    | Club Atletico Torino                                                        |                                                                             |                                                                             |
| 1926 | Pro Patria Busto Arsizio                                                    | Forza e Coraggio Milano                                                     |                                                                             |                                                                             |
| 1927 | Pro Patria Busto Arsizio                                                    | Cotonificio Cantoni Castellanza                                             |                                                                             |                                                                             |
| 1928 | Pro Patria Busto Arsizio                                                    | Cotonificio Cantoni Castellanza                                             |                                                                             |                                                                             |
| 1929 | niet gehouden                                                               | niet gehouden                                                               | niet gehouden                                                               | niet gehouden                                                               |
| 1930 | Ginnastica Triestina                                                        | Ginnestica Torino                                                           |                                                                             |                                                                             |
| 1931 | Ginnastica Triestina                                                        | AP Napoli                                                                   |                                                                             |                                                                             |
| 1932 | SS Gioiosa Milano                                                           | AP Napoli                                                                   |                                                                             |                                                                             |
| 1933 | Canottieri Milano                                                           | AP Napoli                                                                   |                                                                             |                                                                             |
| 1934 | Canottieri Milano                                                           | AP Napoli                                                                   |                                                                             |                                                                             |
| 1935 | Canottieri Milano                                                           | AP Napoli / Ginnastica Triestina                                            |                                                                             |                                                                             |
| 1936 | Ambrosiana-Inter                                                            | AP Napoli                                                                   |                                                                             |                                                                             |
| 1937 | Ambrosiana-Inter                                                            | Reyer Venezia                                                               |                                                                             |                                                                             |
| 1938 | Ambrosiana-Inter                                                            | Giordana Genova                                                             |                                                                             |                                                                             |
| 1939 | Ambrosiana-Inter                                                            | Audax Venezia                                                               |                                                                             |                                                                             |
| 1940 | Ilva Trieste                                                                | Ambrosiana-Inter                                                            |                                                                             |                                                                             |
| 1941 | GUF Napoli                                                                  | Ambrosiana-Inter                                                            |                                                                             |                                                                             |
| 1942 | GUF Napoli                                                                  | Ambrosiana-Inter                                                            |                                                                             |                                                                             |
| 1943 | Canottieri Milano                                                           | Reyer Venezia                                                               |                                                                             |                                                                             |
| 1944 | niet gehouden                                                               | niet gehouden                                                               | niet gehouden                                                               | niet gehouden                                                               |
| 1945 | niet gehouden                                                               | niet gehouden                                                               | niet gehouden                                                               | niet gehouden                                                               |
| 1946 | Reyer Venezia                                                               | Bernocchi Legnano                                                           |                                                                             |                                                                             |
| 1947 | Bernocchi Legnano                                                           | Ambrosiana-Inter                                                            |                                                                             |                                                                             |
| 1948 | Bernocchi Legnano                                                           | Indomita Roma                                                               |                                                                             |                                                                             |
| 1949 | Indomita Roma                                                               | Bernocchi Legnano                                                           |                                                                             |                                                                             |
| 1950 | ASDG Comense 1872                                                           | Indomita Roma                                                               |                                                                             |                                                                             |
| 1951 | ASDG Comense 1872                                                           | Indomita Roma                                                               |                                                                             |                                                                             |
| 1952 | ASDG Comense 1872                                                           | Ginnastica Triestina                                                        |                                                                             |                                                                             |
| 1953 | ASDG Comense 1872                                                           | Bernocchi Legnano                                                           |                                                                             |                                                                             |
| 1954 | Bernocchi Legnano                                                           | ASDG Comense 1872                                                           |                                                                             |                                                                             |
| 1955 | Bernocchi Legnano                                                           | Autonomi Torino                                                             |                                                                             |                                                                             |
| 1956 | Ginnastica Triestina                                                        | Bernocchi Legnano                                                           |                                                                             |                                                                             |
| 1957 | Ginnastica Triestina                                                        | AP Udinese                                                                  |                                                                             |                                                                             |
| 1958 | Ginnastica Triestina                                                        | AP Udinese                                                                  |                                                                             |                                                                             |
| 1959 | AP Udinese                                                                  | Ginnastica Triestina                                                        |                                                                             |                                                                             |
| 1960 | AP Udinese                                                                  | Ginnastica Triestina                                                        |                                                                             |                                                                             |
| 1961 | AP Udinese                                                                  | FIAT Torino                                                                 |                                                                             |                                                                             |
| 1962 | FIAT Torino                                                                 | AP Udinese                                                                  |                                                                             |                                                                             |
| 1963 | FIAT Torino                                                                 | Standa Milano                                                               |                                                                             |                                                                             |
| 1964 | FIAT Torino                                                                 | Firte Pavia                                                                 |                                                                             |                                                                             |
| 1965 | Portorico Vicenza                                                           | FIAT Torino                                                                 |                                                                             |                                                                             |
| 1966 | Portorico Vicenza                                                           | Standa Milano                                                               |                                                                             |                                                                             |
| 1967 | Recoaro Vicenza                                                             | FIAT Torino                                                                 |                                                                             |                                                                             |
| 1968 | Recoaro Vicenza                                                             | Standa Milano                                                               |                                                                             |                                                                             |
| 1969 | Recoaro Vicenza                                                             | Standa Milano                                                               |                                                                             |                                                                             |
| 1970 | ASD GEAS Basket                                                             | Standa Milano                                                               |                                                                             |                                                                             |
| 1971 | ASD GEAS Basket                                                             | AS Vicenza                                                                  |                                                                             |                                                                             |
| 1972 | ASD GEAS Basket                                                             | Standa Milano                                                               |                                                                             |                                                                             |
| 1973 | Standa Milano                                                               | ASD GEAS Basket                                                             |                                                                             |                                                                             |
| 1974 | ASD GEAS Basket                                                             | Standa Milano                                                               |                                                                             |                                                                             |
| 1975 | ASD GEAS Basket                                                             | Pagnossin Treviso                                                           |                                                                             |                                                                             |
| 1976 | ASD GEAS Basket                                                             | Standa Milano                                                               |                                                                             |                                                                             |
| 1977 | ASD GEAS Basket                                                             | Pagnossin Treviso                                                           |                                                                             |                                                                             |
| 1978 | ASD GEAS Basket                                                             | Teksid Torino                                                               |                                                                             |                                                                             |
| 1979 | Teksid Torino                                                               | Sorgente Alba Milano                                                        |                                                                             |                                                                             |
| 1980 | FIAT Torino                                                                 | Algida Roma                                                                 | 82-81                                                                       |                                                                             |
| 1981 | Pagnossin Treviso                                                           | Zolu Vicenza                                                                | 2-1                                                                         |                                                                             |
| 1982 | Zolu Vicenza                                                                | Accorsi Torino                                                              | 2-1                                                                         |                                                                             |
| 1983 | Zolu Vicenza                                                                | GBC Milano                                                                  | 2-1                                                                         |                                                                             |
| 1984 | Zolu Vicenza                                                                | GBC Milano                                                                  | 2-1                                                                         |                                                                             |
| 1985 | Fiorella Vicenza                                                            | Bata Viterbo                                                                | 2-0                                                                         |                                                                             |
| 1986 | Primigi Vicenza                                                             | Deborah Milano                                                              | 2-0                                                                         |                                                                             |
| 1987 | Primigi Vicenza                                                             | Deborah Milano                                                              | 2-0                                                                         |                                                                             |
| 1988 | Primigi Vicenza                                                             | Deborah Milano                                                              | 2-0                                                                         |                                                                             |
| 1989 | Enichem Priolo                                                              | Gemeaz Milano                                                               | 3-1                                                                         |                                                                             |
| 1990 | Unicar Cesena                                                               | Pool Comense                                                                | 3-2                                                                         |                                                                             |
| 1991 | Pool Comense                                                                | Conad Cesena                                                                | 3-1                                                                         |                                                                             |
| 1992 | Pool Comense                                                                | Conad Cesena                                                                | 3-2                                                                         |                                                                             |
| 1993 | Pool Comense                                                                | Conad Cesena                                                                | 3-0                                                                         |                                                                             |
| 1994 | Pool Comense                                                                | Marani Cesena                                                               | 3-0                                                                         |                                                                             |
| 1995 | Pool Comense                                                                | Famila Schio                                                                |                                                                             |                                                                             |
| 1996 | Pool Comense                                                                | TMC Cesena                                                                  |                                                                             |                                                                             |
| 1997 | Pool Comense                                                                | Cariparma Parma                                                             | 3-1                                                                         |                                                                             |
| 1998 | Pool Comense                                                                | Famila Schio                                                                | 3-1                                                                         |                                                                             |
| 1999 | Pool Comense                                                                | Famila Schio                                                                | 3-0                                                                         |                                                                             |
| 2000 | Isab Energy Priolo                                                          | Famila Schio                                                                | 3-1                                                                         |                                                                             |
| 2001 | Cerve Parma                                                                 | Pool Comense                                                                | 3-1                                                                         |                                                                             |
| 2002 | Pool Comense                                                                | Famila Schio                                                                | 3-1                                                                         |                                                                             |
| 2003 | Taranto Cras Basket                                                         | Pool Comense                                                                | 3-2                                                                         |                                                                             |
| 2004 | Pool Comense                                                                | Meverin Parma                                                               | 3-1                                                                         |                                                                             |
| 2005 | Famila Schio                                                                | HS Penta Faenza                                                             | 3-0                                                                         |                                                                             |
| 2006 | Famila Schio                                                                | Acer Priolo                                                                 | 3-2                                                                         |                                                                             |
| 2007 | Phard Napoli                                                                | Germano Zama Faenza                                                         | 3-1                                                                         |                                                                             |
| 2008 | Famila Schio                                                                | Phard Napoli                                                                | 3-0                                                                         |                                                                             |
| 2009 | Taranto Cras Basket                                                         | Umana Reyer Venezia                                                         | 3-1                                                                         |                                                                             |
| 2010 | Taranto Cras Basket                                                         | Famila Wüber Schio                                                          | 3-2                                                                         |                                                                             |
| 2011 | Famila Wüber Schio                                                          | Taranto Cras Basket                                                         | 3-2                                                                         |                                                                             |
| 2012 | Taranto Cras Basket                                                         | Famila Wüber Schio                                                          | 3-0                                                                         |                                                                             |
| 2013 | Famila Wüber Schio                                                          | Gesam Gas Lucca                                                             | 3-0                                                                         |                                                                             |
| 2014 | Famila Wüber Schio                                                          | Passalacqua Trasporti Ragusa                                                | 3-2                                                                         |                                                                             |
| 2015 | Famila Wüber Schio                                                          | Passalacqua Trasporti Ragusa                                                | 3-2                                                                         |                                                                             |
| 2016 | Famila Wüber Schio                                                          | Gesam Gas Lucca                                                             | 3-0                                                                         |                                                                             |
| 2017 | Gesam Gas Lucca                                                             | Famila Wüber Schio                                                          | 3-1                                                                         |                                                                             |
| 2018 | Famila Wüber Schio                                                          | Passalacqua Trasporti Ragusa                                                | 3-2                                                                         |                                                                             |
| 2019 | Famila Wüber Schio                                                          | Passalacqua Trasporti Ragusa                                                | 3-1                                                                         |                                                                             |
| 2020 | competitie gestaakt en later definitief beëindigd vanwege de Coronapandemie | competitie gestaakt en later definitief beëindigd vanwege de Coronapandemie | competitie gestaakt en later definitief beëindigd vanwege de Coronapandemie | competitie gestaakt en later definitief beëindigd vanwege de Coronapandemie |
| 2021 | Umana Reyer Venezia                                                         | Famila Wüber Schio                                                          | 3-2                                                                         |                                                                             |
| 2022 | Famila Wüber Schio                                                          | Segafredo Bologna                                                           | 3-1                                                                         |                                                                             |
| 2023 | Famila Wüber Schio                                                          | Segafredo Bologna                                                           | 3-1                                                                         |                                                                             |
| 2024 | Umana Reyer Venezia                                                         | Famila Wüber Schio                                                          | 3-0                                                                         |                                                                             |
| 2025 | Famila Wüber Schio                                                          | Umana Reyer Venezia                                                         | 3-2                                                                         |                                                                             |